# Gaio Muzio Scevola
Gaio Muzio Scevola, in origine Gaio Muzio Cordo (in latino Gaius Mucius Scaevola; fl. VI secolo a.C.),, appartenente alla Gens Mucia, è il protagonista di una nota leggenda romana relativa all'assedio messo in atto dal re etrusco Porsenna. Dal suo gesto estremo deriva il predicato "Mettere la mano sul fuoco", per indicare d'essere sicuri su un determinato fatto o espressione.

## Storia

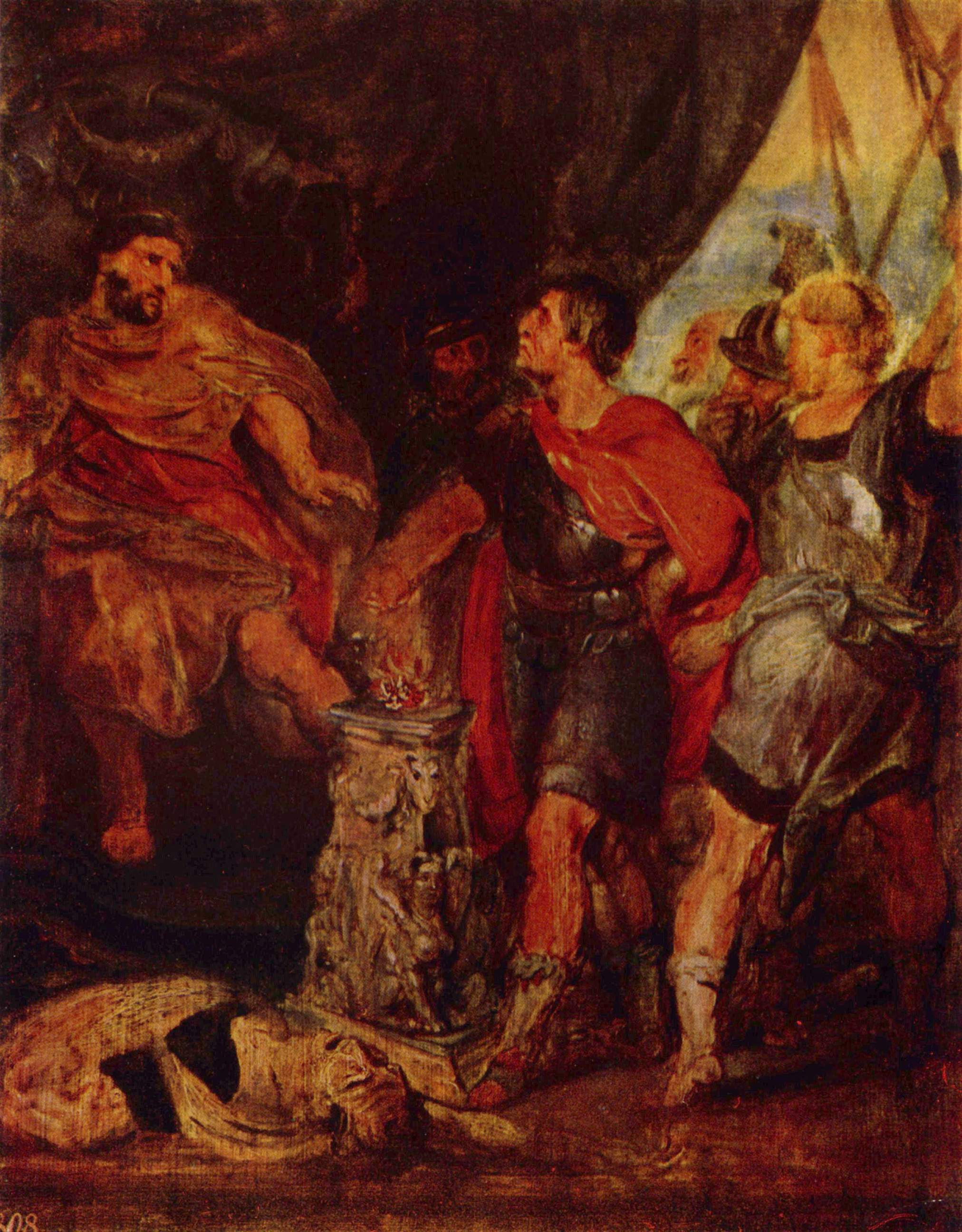
Muzio Scevola e Porsenna, dipinto di Peter Paul Rubens (anni 1630)

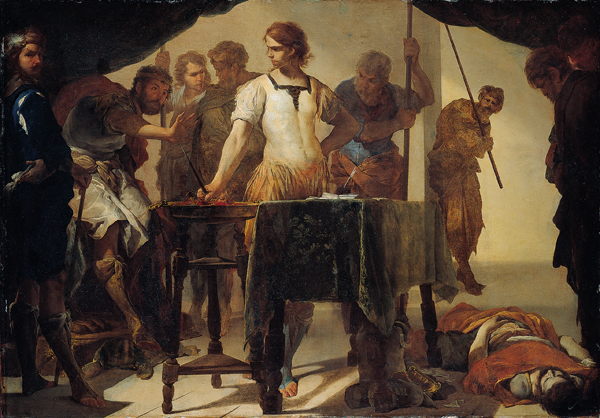
Episodio di Muzio Scevola, dipinto di Bernardo Cavallino (ca. 1650)

Si narra che nel 508 a.C., durante l'assedio di Roma da parte degli Etruschi comandati da Porsenna, proprio mentre nella città cominciavano a scarseggiare i viveri, un giovane aristocratico romano, Gaio Muzio Cordo, propose al Senato di uccidere il comandante etrusco.
Non appena ottenne l'autorizzazione, si infiltrò nelle linee nemiche, grazie anche al fatto che egli era di origine e lingua etrusca, e armato di un pugnale, raggiunse l'accampamento di Porsenna, che stava distribuendo la paga ai soldati. Muzio attese che il suo bersaglio rimanesse solo e quindi lo pugnalò, ma sbagliò persona: aveva infatti assassinato lo scriba del lucumone etrusco.
Subito venne catturato dalle guardie del comandante, e portato al cospetto di Porsenna, il giovane romano non esitò a dire: «Civis Romanus sum. Volevo uccidere te ... Questo è il valore che dà al corpo chi aspira a ucciderti!». Così mise la sua mano destra in un braciere dove ardeva il Fuoco dei sacrifici e non la tolse fino a che non fu completamente consumata.
Porsenna rimase tanto impressionato da questo gesto che decise di liberare il giovane. Muzio, allora, sfuggì con la sua astuzia e disse: «Per ringraziarti della tua clemenza, voglio rivelarti che trecento giovani nobili romani hanno solennemente giurato di ucciderti. Il fato ha stabilito che io fossi il primo e ora sono qui davanti a te perché ho fallito. Ma prima o poi qualcuno degli altri duecentonovantanove riuscirà nell'intento».
Questa falsa rivelazione spaventò a tal punto Porsenna e tutta l'aristocrazia etrusca da far loro considerare molto più importante salvaguardare il futuro del re di Chiusi piuttosto che preoccuparsi del destino dei Tarquini. Sempre secondo la leggenda, così Porsenna prese la decisione di intavolare trattative di pace con i Romani, colpito positivamente dal loro valore. Da quel giorno il coraggioso nobile romano avrebbe assunto il cognomen di "Scevola" (il mancino).

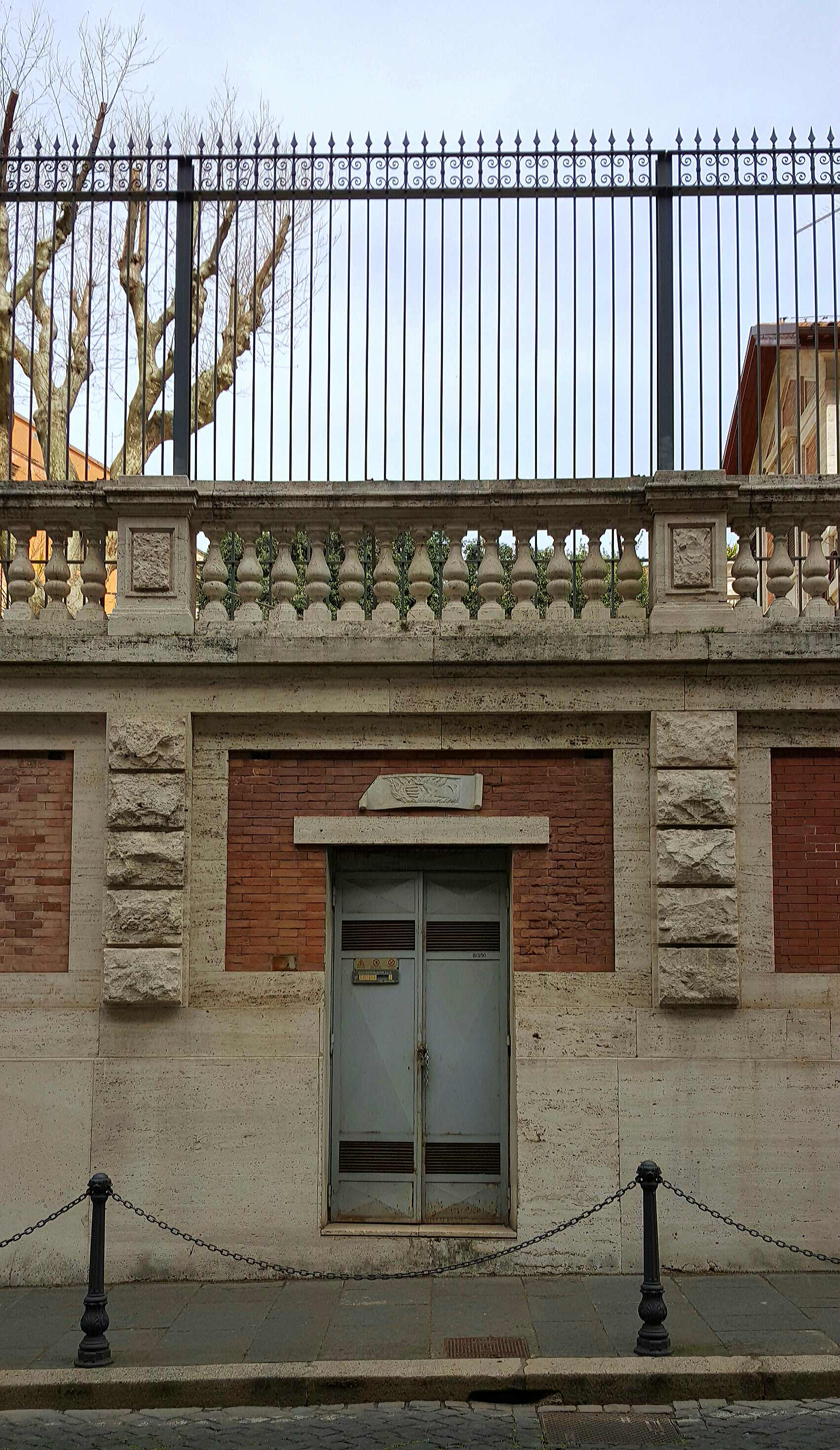
Bassorilievo della mano di Muzio Scevola nel fuoco, a Roma, in via Sallustiana.

In via Sallustiana a Roma, sul muro di cinta del palazzo dell'I.N.A. ora in uso all'ambasciata statunitense in Italia, a sinistra del cancello principale, sopra la porta di ferro di una cabina elettrica, è incastonato un frammento di bassorilievo (di fattura comunque recente) che rappresenta una mano nel fuoco. Secondo la tradizione romana orale, quello è il punto preciso dove era accampato Porsenna e dove avvenne l'episodio, appena fuori le mura serviane, di cui si possono vedere i resti tra via Sallustiana e via Carducci. 
Trae vanto e origine dalla Gens Mucia e dalla sua leggenda la nobile famiglia romana Muzj (o Muzii) presente in Abruzzo (Fontecchio, Popoli) che mantiene nello stemma il braccio impugnante la spada sul braciere ardente a ricordo dell'impresa.

## Fonte
- Enciclopedia Storico-Nobiliare Italiana di V. Spreti" vol. IV p.757.